# (2215) Sichuan
(2215) Sichuan es un asteroide perteneciente al cinturón de asteroides, descubierto el 12 de noviembre de 1964 por el equipo del Observatorio de la Montaña Púrpura desde el Observatorio de la Montaña Púrpura, Nankín (China).

## Designación y nombre
Designado provisionalmente como 1964 VX2. Fue nombrado Sichuan en homenaje a la ciudad china Sichuan.